# 冈日
冈日（法語：Ganges，法語發音：[ɡɑ̃ʒ]），法国南部城市，奥克西塔尼大区埃罗省的一个市镇，隶属于洛代沃区，其市镇面积为7.16平方公里，2022年1月1日时人口数量为3,854人，在法国城市中排名第2,712位。
冈日位于埃罗省东北部，塞文山的山麓地带，里约托尔河在此汇入埃罗河。冈日是一个区域性的中心城市，多条公路在此交汇。

## 地名来源
根据出生于冈日的法国文学家安托万·法布尔·多利韦的论述，“Ganges”一名最初以拉丁语“Agantippus”的形式被记载，该名称出自腓尼基语“Hagan-Tzibbô”，意为“宝藏”。
冈日所在区域历史上曾通行奥克语，“Ganges”在奥克语维基百科及Openstreetmap中对应的拼写为“Gange”，其读音为['gan.d͡ʒe]。

## 历史

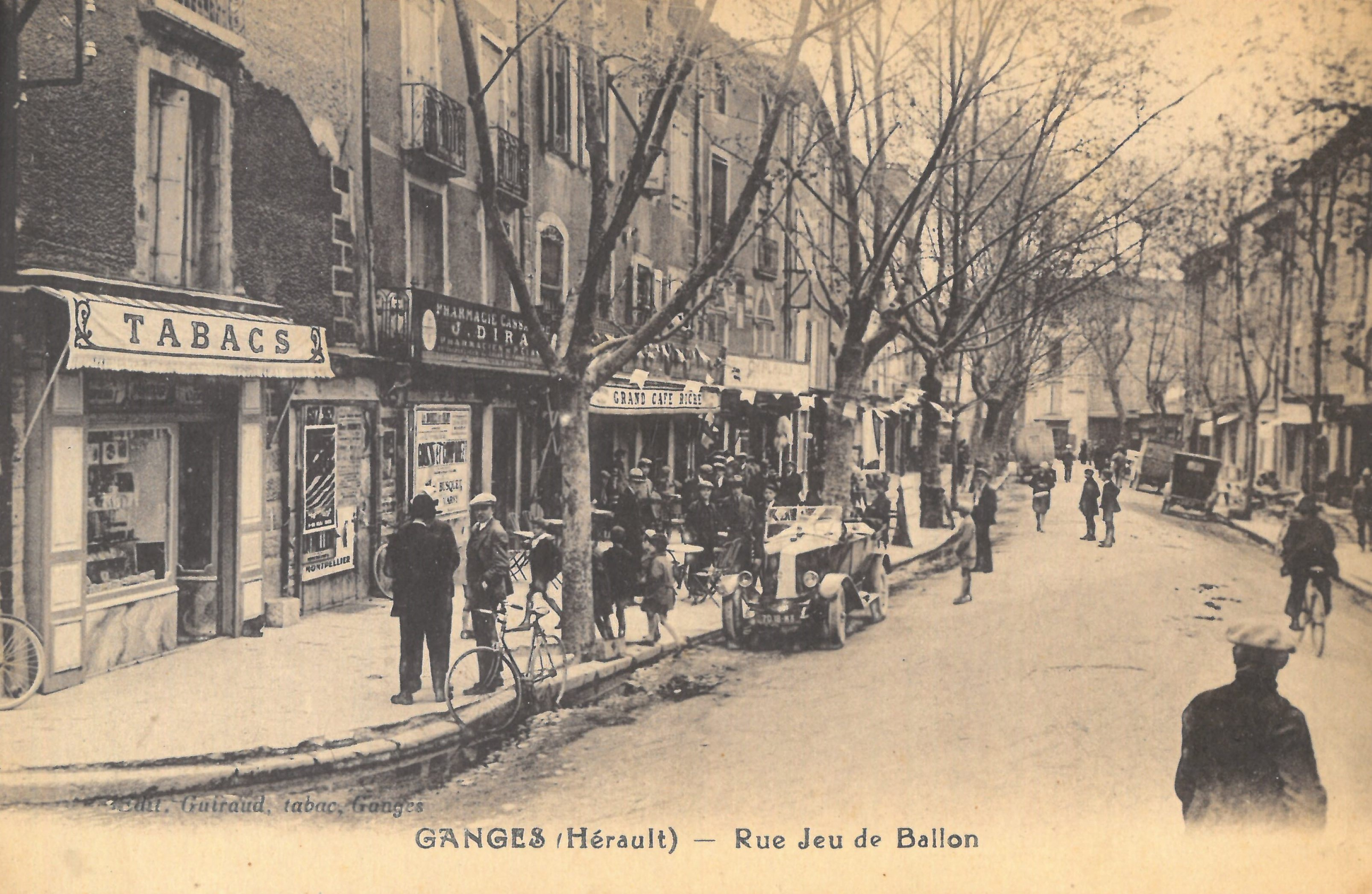
20世纪初的冈日街头

根据当地官方网站的论述，冈日境内曾有公元前1世纪的人类活动遗迹。罗马人入侵后，一条罗马道路由此通过。中世纪时，冈日因其战略性的地理位置而成为一个区域性的商业中心。中世纪末期，冈日因蚕蛹养殖及加工而闻名。法国大革命后，冈日成为埃罗省的一个市镇。工业革命期间，冈日的蚕丝加工得到机械化生产，当地的最后一家蚕丝工厂于1965年关闭。

## 地理

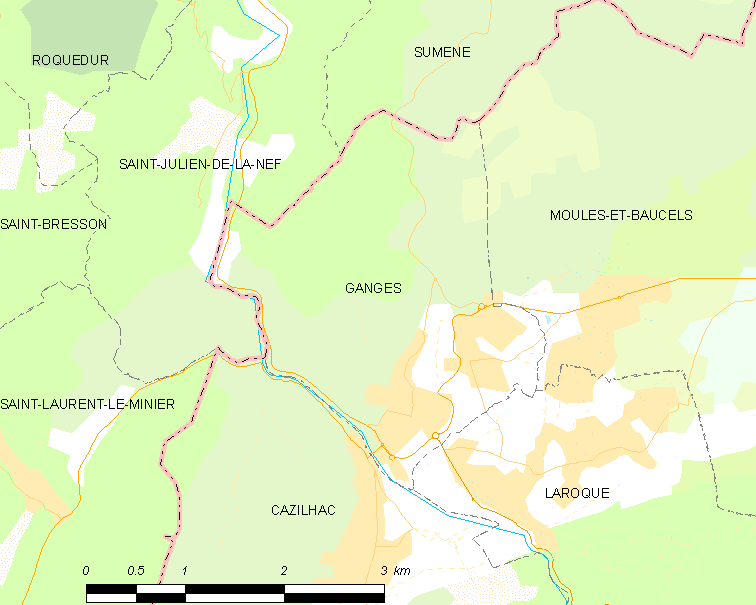
冈日市镇范围地图

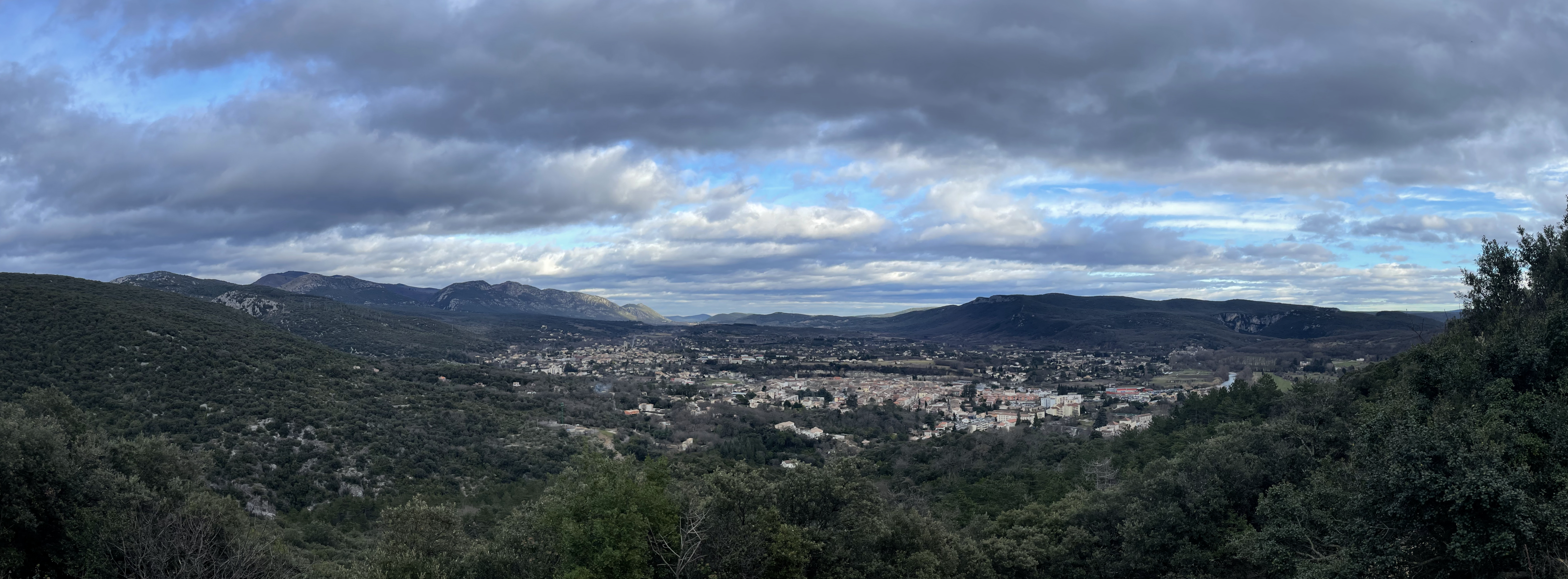
冈日市区全景

冈日位于法国南部，奥克西塔尼大区东部和埃罗省东北部，距离省会蒙彼利埃大约48公里。与冈日接壤的市镇包括：叙梅讷、圣于连德拉内夫、卡济亚克、拉罗克、穆莱斯和博塞勒。

### 地形
冈日位于法国中央高原东南部边缘，塞文山脚下，境内以丘陵和山地为主，市镇中心位于一处山前冲积平原上，地势较为平坦，市区北部和西部为山地，全境海拔在138到540米之间。

### 水文
冈日位于埃罗河流域范围内，其干流自北向南流经境内，其左岸支流里约托尔河在此与其交汇。

### 植被
冈日属于温带阔叶混交林区，奥尔莫花园（Place de l’Ormeau）是当地主要的城市绿道公园，林地多分布于市区西北部的山地地区。
在鲜花城市的评比中，冈日被评为1星级鲜花城市。

### 气候
冈日在柯本气候分类法中属于地中海气候，因地形因素影响，当地秋冬季节常出现强降水。

## 行政区划
冈日的市镇编号为34111，邮政编号为34190。
在行政管理方面，冈日隶属于法国奥克西塔尼大区埃罗省洛代沃区；在地方选举方面，冈日隶属于洛代沃县，其市镇范围全境被划入埃罗省第四选区；在社会管理方面，冈日是冈日-叙梅讷塞文市镇公共社区的办公驻地。
法国国家统计与经济研究所（简称）在进行数据统计时，将冈日及相邻的另外3个市镇设为冈日城市核心区（Unité urbaine de Ganges）以及（[冈日城市区] 错误：{{Lang}}：无效参数：|3=（帮助））。自2020年起，冈日城市区被撤销，冈日被划入包含161个市镇的蒙彼利埃城市辐射区。此外，还将冈日市镇整体看作一个“块区”（IRIS），以便于统计人口分布情况。

## 交通

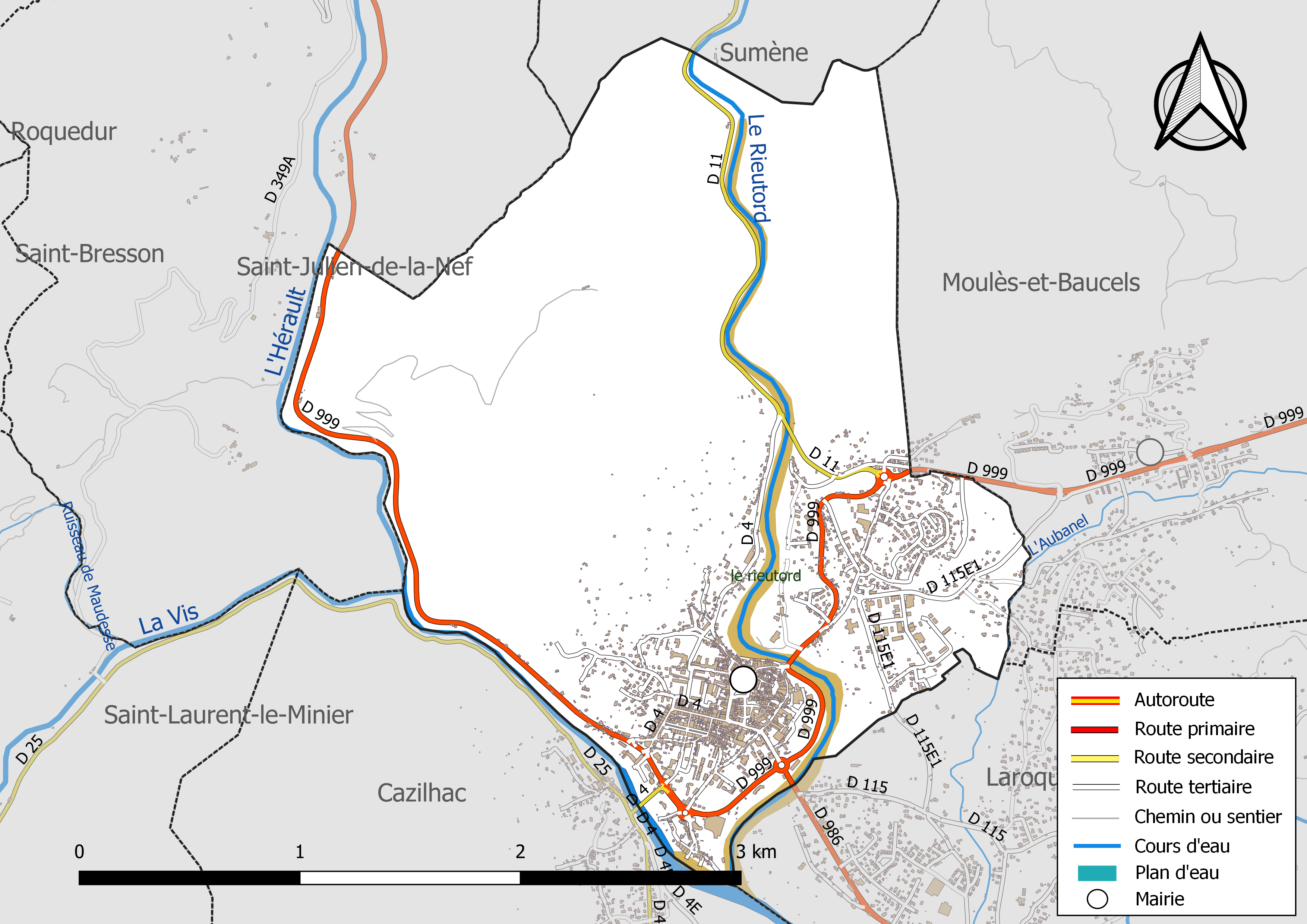
冈日水文交通地图

### 公路
埃罗省省道D4线、D986线和D999线在冈日境内交汇，奥克西塔尼大区下属的城际客运提供巴士线路，可前往周边部分市镇。
2019年，56.6%的冈日家庭拥有至少一辆私人汽车。2019年，冈日境内共发生各类交通事故1起，造成1人受伤，其中1人重伤。
| 48 | 60 |

| 蒙彼利埃 | 48 |

| 尼姆 | 63 |

| 圣热利迪费斯克 | 32 |

### 铁路
冈日位于勒维冈－基萨克铁路上，该铁路已于1969年关闭。
距离冈日最近的运营中的客运铁路车站为47公里外的蒙彼利埃圣罗克站，该站停靠前往法国多个城市的高速列车及城际列车。

### 航空
距离冈日最近的民用航空站为蒙彼利埃机场，距离冈日市中心的公路里程约55公里。

### 城市公共交通
截至2022年11月，冈日暂无城市公共交通系统。

## 政治
[[File:|250px|thumb|right|冈日市政厅]]
冈日的现任市长为米歇尔·弗拉蒂西耶先生（Michel FRATISSIER），他是一名左翼无党派人士，在2020年的市政选举中获得了56.41%的支持率。
在2022年的法国总统大选中，法国极右翼政党国民阵线主席玛丽娜·勒庞在冈日获得了51.1%的支持率。

## 人口
2019年，冈日市镇人口数量为4,098，在法国排名第2,712位。其中男性1,862人，女性2,236人，75岁及以上人口占15.3%，外籍人口（Popultionétrngère）数量为258人，人口密度为572人/平方公里，当地居民被称为（男性）或（女性）。2020年，冈日境内出生40人，死亡人口105人。
| 冈日1901年－2019年人口变化情况 |
|                                |
| 数据来源：Cassini、INSEE       |

## 经济

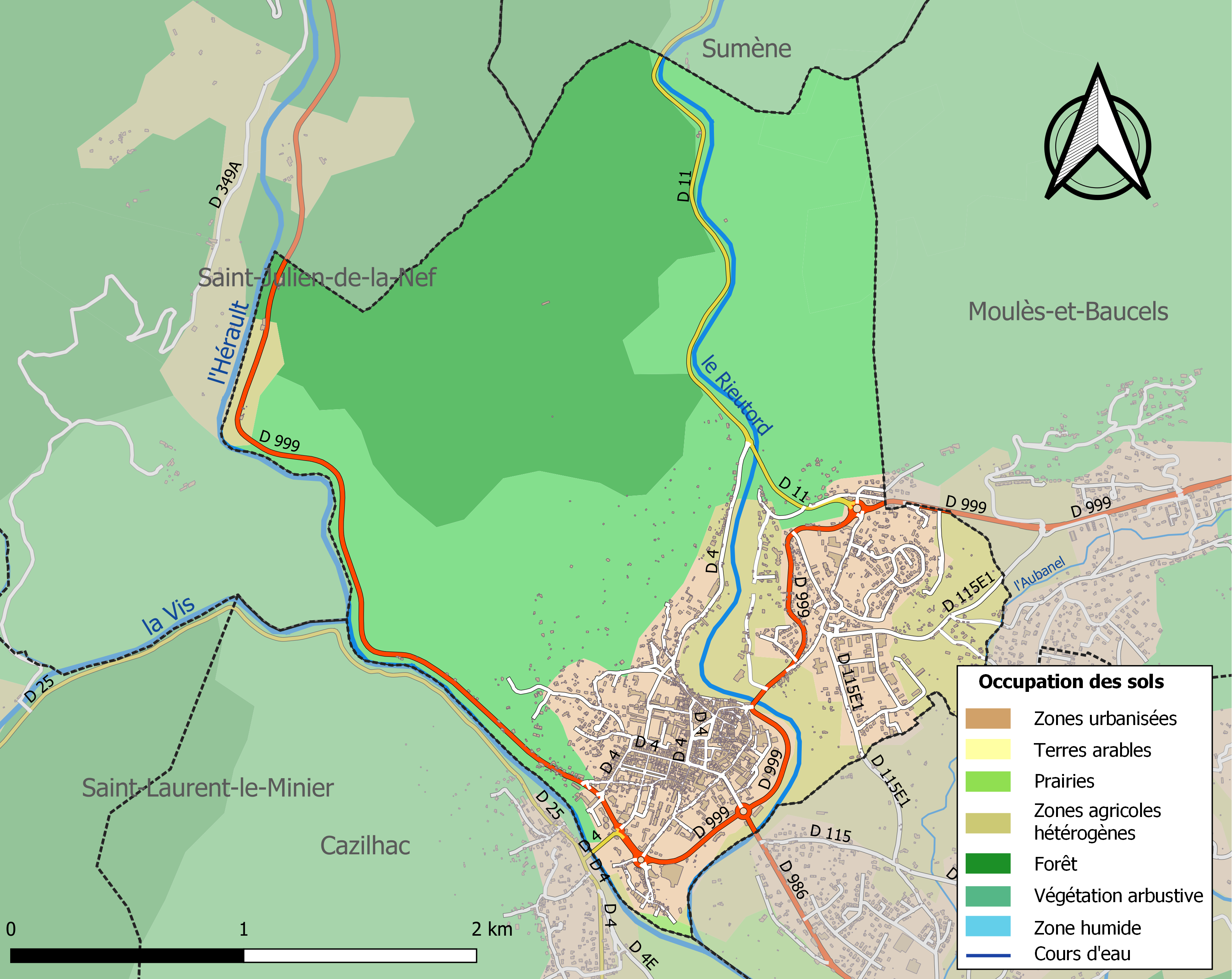
冈日土地利用情况地图

冈日是一个区域性的中心城市。截止2022年11月，冈日市镇范围内共有各类用人单位（包含自雇）923家，平均历史为17年，其中99.49%为中小型企业（PME），2022年9月至11月间，当地的经济活力指数为0.54%。 （大型零售）、（饮料销售）及（工业机械）是当地2021年营业额最高的三个企业，分别为38,155,880欧元、1,663,426欧元和1,365,457欧元。

## 财政与居民收入
2020年，冈日的财政收入总额为3,492,800欧元，财政支出总额为2,789,950欧元，当年的债务总额为3,612,520欧元。2021年，冈日市镇共获得1,111,733欧元的国家财政补助，比上一年增加了2.79%。
2020年，冈日的人均月收入总额为1,850欧元，其中高级职员为3,074欧元，低于法国平均水平（4,230欧元）；中级职员为2,121欧元，低于法国平均水平（2,411欧元）；普通职员为1,590欧元，亦低于法国平均水平（1,740欧元）。
2019年，冈日境内的青壮年（15至64岁）失业率为25.9%，当地30.0%的家庭拥有纳税资格，平均纳税1,742欧元，低于法国平均水平（3,910欧元）。

## 社会事务

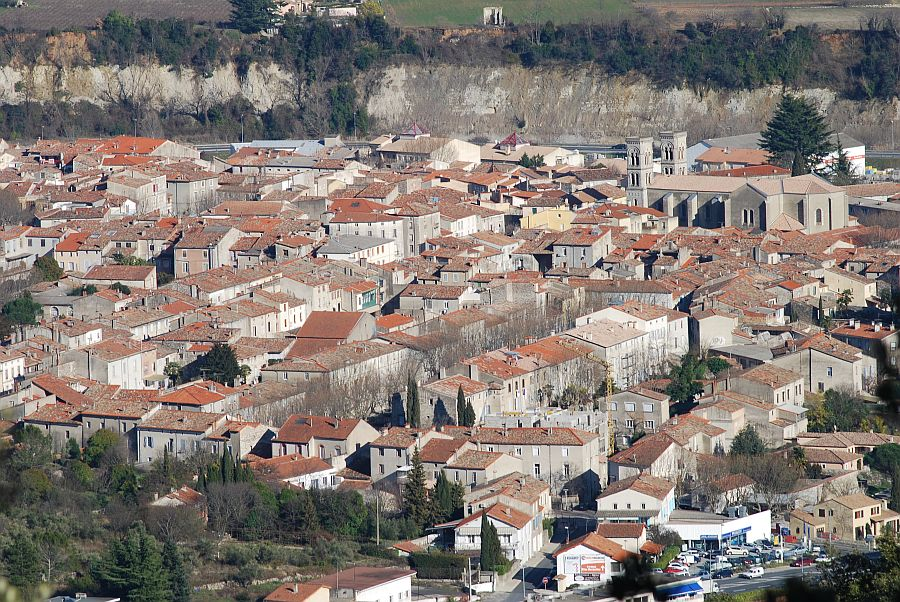
冈日市中心

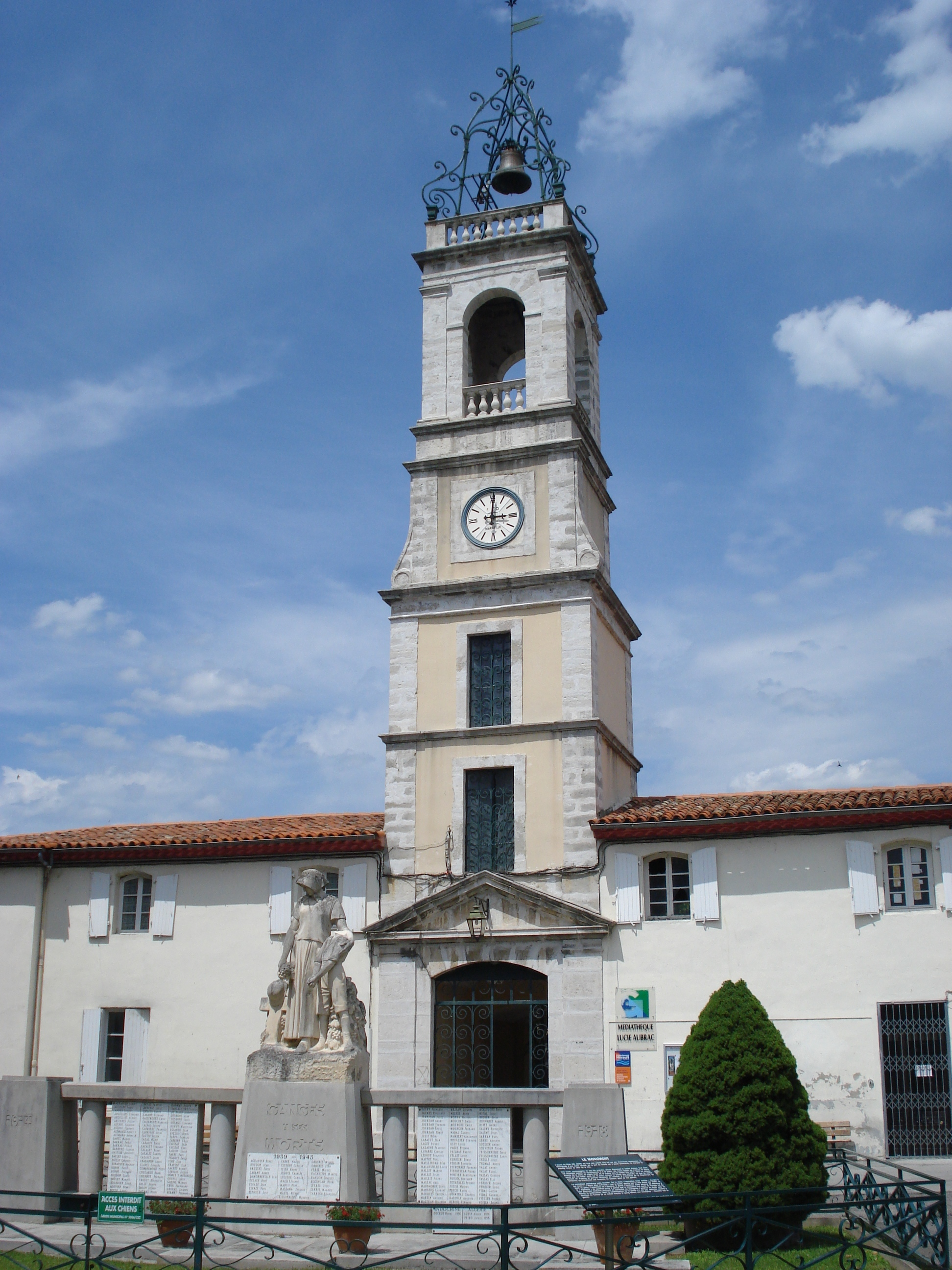
冈日钟楼塔

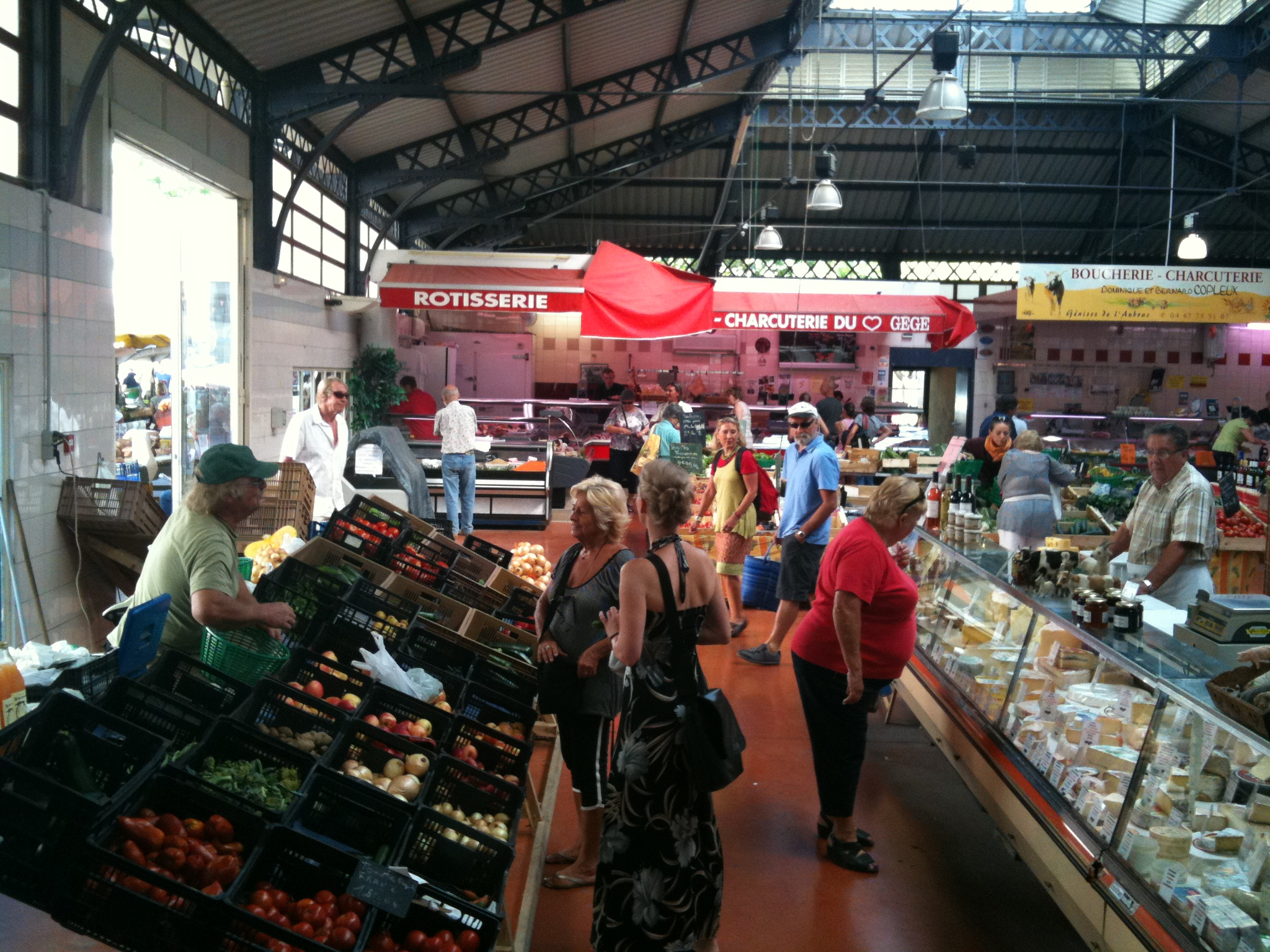
冈日的一处集市

### 教育
冈日属于蒙彼利埃学区。截止2021年1月1日，冈日境内共有2所小学、2所初级中学和1所农业高中。2018至2019学年度，冈日境内共有在校中等教育阶段学生849名。

### 医疗
截止2021年1月1日，冈日境内共有全科医生17名、保健师18名、牙医5名、护士18名、耳科医生2名、眼科医生4名、皮肤科医生1名、助产士2名、儿科医生3名和妇科医生3名。境内共有药房3家、养老院2家。
距离冈日中心医院最近的大区性医疗机构为蒙彼利埃大学中心医院，其主病区之一的拉佩罗尼医院（Hôpital Lapeyronie）位于蒙彼利埃市区北部，位于冈日市区的正常车程大约43分钟，该院设有床位532个，是当地规模最大的公立综合性医院。

### 住房
2019年，冈日境内共有各类住房2,660套，其中33.8%为独立式居民区，66.0%为集中式居民区。常住房屋占冈日市镇范围内居民建筑总量的79.3%。
在住房保障政策方面，2021年，冈日境内共有862户家庭获得了住房经济补助，受益人数占总人口数量的21.0%，其中837份为房租补助。

### 商业
2021年，冈日境内共有各类实体商铺153家，其中餐厅22家、大型超市2家、杂货店2家、面包房5家、肉铺4家、书店3家、银行门店6家、美容美发店10家、汽车维修店14家。市区南部建有一家Super U购物超市。

### 体育
2021年，冈日境内共有1间体育馆、1座综合体育场、2处足球或橄榄球场以及1处篮球或排球场。
截至2022年11月，冈日下塞文体育联盟（Union Sportive des Basses Cevennes Gangeoises，编号503274）是冈日境内唯一的一家注册足球俱乐部。该俱乐部成立于2007年，其主队2022至2023赛季参加埃罗省足球联赛丁组（法国第十二级别），其主场为市政球场（Stade municipal）。

### 环境
冈日的环境事务由其所属的冈日-叙梅讷塞文市镇公共社区联合各级政府协调负责。2021年，冈日境内共有1家污染企业。

### 治安
2021年，冈日市镇范围内有1处宪兵队。
冈日及其附近的共111个市镇是洛代沃国家宪兵队（zone gendarmerie de Lodève）的管辖范围。2020年，该宪兵队累计记录各类案件3,448起，其中盗窃类案件1,935起，经济类案件334起，毒品交易类案件225起。

## 文化

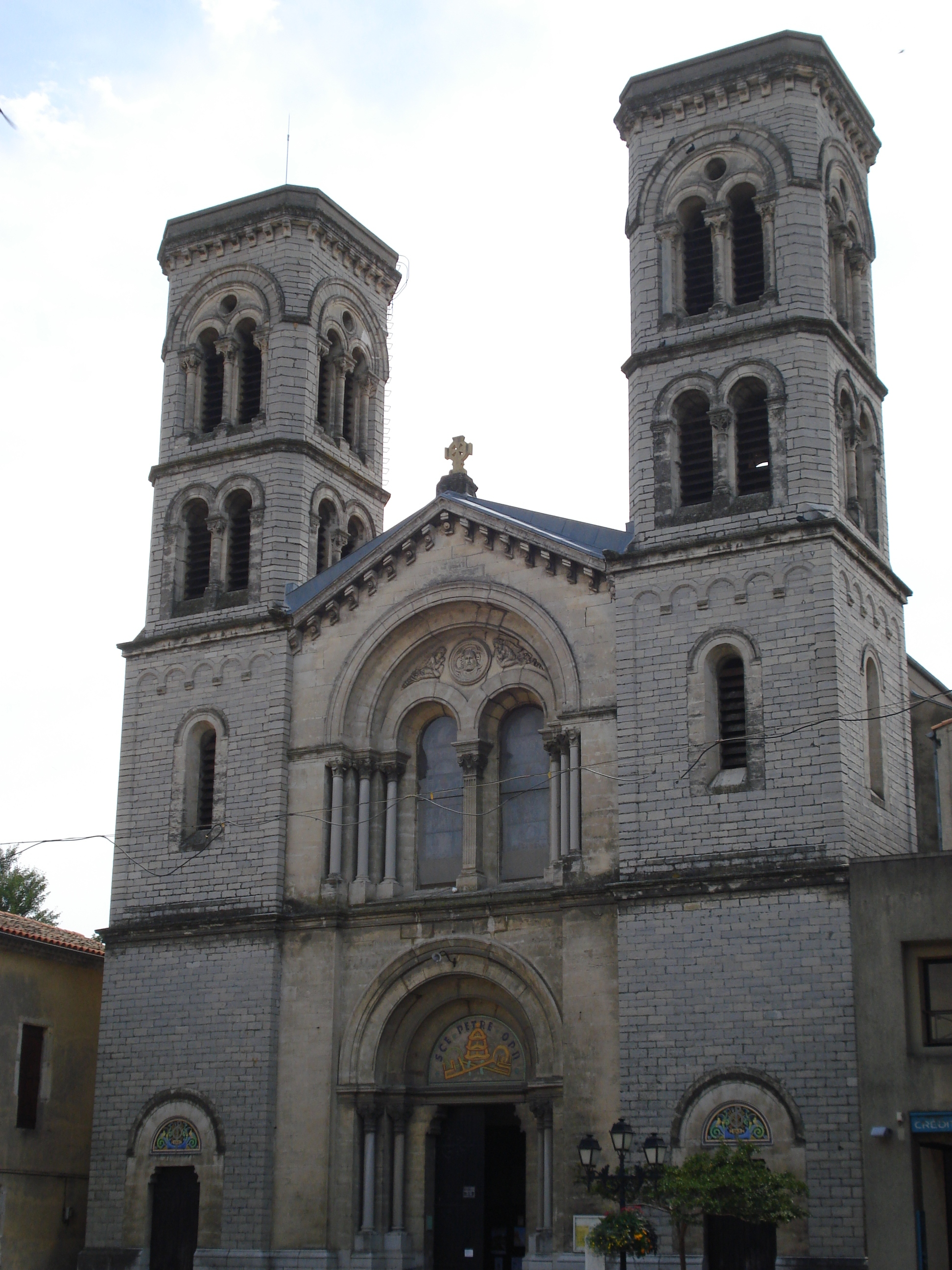
圣伯多禄-圣保罗教堂

2021年，冈日境内有1家电影院。冈日市政府提供多媒体中心，每周二至六向公众开放。

### 建筑
冈日境内有多处历史建筑，其中圣伯多禄-圣保罗教堂（Église Saint-Pierre-et-Saint-Paul de Ganges）是当地的地标性建筑物。

### 旅游
冈日的旅游事务由其所属的冈日-叙梅讷塞文市镇公共社区负责。2022年，冈日境内共有1家酒店共计22间房间。

### 媒体
法国主要的媒体均可在冈日接收，法国电视三台下属的奥克西塔尼大区频道在部分时段播出冈日所属区域的地方新闻。奥克西塔尼蒙彼利埃电视台、《自由南部》、蓝色法兰西埃罗广播等是当地主要的地方性媒体。

## 相关人物
法国文学家安托万·法布尔·多利韦、植物学家阿尔芒·萨巴捷、奥克语诗人勒内·梅让和足球运动员尼古拉·科扎出生于冈日。

## 友好城市
截至2022年11月，冈日共与一座城市互为友好城市关系：
- 德国 施瓦尔姆塔尔（1983年）[47]